# کازونوری ایتو
کازونوری ایتو (به ژاپنی: 伊藤 和典، Kazunori Itō) (زادهٔ ۲۴ دسامبر ۱۹۵۴) فیلم‌نامه‌نویس و بازیگر اهل ژاپن است.